# Nycteris gambiensis
Nycteris gambiensis — вид рукокрилих родини Nycteridae.

## Поширення
Країни проживання: Бенін, Буркіна-Фасо, Камерун, Кот-д'Івуар, Гамбія, Гана, Гвінея, Гвінея-Бісау, Малі, Мавританія, Нігер, Нігерія, Сенегал, Сьєрра-Леоне, Того. Цей вид найчастіше асоціюється як з вологими так і з сухими саванами. Він був записаний в безпосередній близькості від міських районів, близько до пасовищ і в очищених від лісу районах. Колонії зазвичай спочивають у печерах, але були записані у дуплах дерев і будівлях (підвали і дахи). Колонії мають розміри від кількох десятків до сотень тварин.

## Загрози та охорона
Здається, немає серйозних загроз для даного виду в цілому. Здається, немає прямих заходів щодо збереження цього виду і не відомо, чи він присутній в будь-якій з охоронних територій.